# 長谷川公子
長谷川 公子（はせがわ きみこ、1927年3月15日 - ）は、浪曲師。本名は、長谷川美佐子。
1943年東光軒宝玉に弟子入り。大阪天満の国光席で東光軒玉千代の芸名で初舞台。1947年から2年間梅中軒鶯童の指導を受ける。1963年大阪道頓堀の角座にて長谷川公子と改名。
2004年大阪府知事表彰 文化芸術功労受賞。
現在は一心寺での口演が中心。

## 出演したテレビ番組
- 月曜ドラマスペシャル「松本清張作家活動40年記念・黒い画集 坂道の家」（1991年8月26日、TBS）